# Miconia nystroemii
Miconia nystroemii är en tvåhjärtbladig växtart som beskrevs av Erik Leonard Ekman och Ignatz Urban. Miconia nystroemii ingår i släktet Miconia och familjen Melastomataceae. Inga underarter finns listade i Catalogue of Life.